# Lotus 97T
Chronologie des modèles (1985)
Lotus 95T Lotus 98T
La Lotus 97T est une monoplace de Formule 1 engagée par l'écurie britannique Team Lotus dans le cadre du championnat du monde de Formule 1 1985. Elle est pilotée par l'Italien Elio De Angelis et le Brésilien Ayrton Senna. Les 97T ont signé trois victoires, sept pole positions et trois meilleurs tours et permirent à Lotus de se classer quatrième du championnat du monde avec 71 points.

## Historique

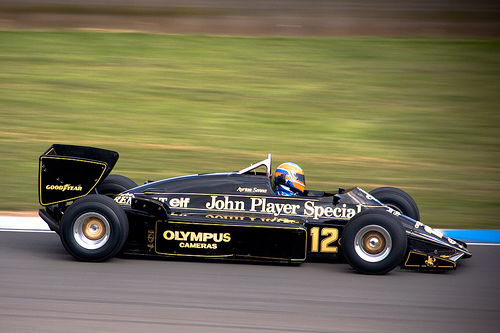
La Lotus 97T d'Ayrton Senna en démonstration à Donington Park en 2007.

Après les bonnes performances de la Lotus 95T de l'année précédente mais avec la frustration de n'avoir obtenu aucune victoire, Lotus opère quelques légers remaniements sur sa nouvelle 97T : les pontons sont désormais plus longs et la voiture gagne en finesse en perdant les ailerons multiples désormais interdits par le règlement. Gérard Ducarouge, directeur technique, ajoute également des déflecteurs derrière les roues avant ainsi que des ailerons horizontaux devant les roues arrière. Des matériaux nouveaux comme le carbone sont utilisés dans la conception du châssis tandis que le bloc moteur est toujours fourni par Renault.
Nigel Mansell ayant claqué la porte pour rejoindre Williams-Honda, le jeune espoir Ayrton Senna le remplace aux côtés d'Elio De Angelis. Senna signe trois pole positions consécutives entre le deuxième et le quatrième Grand Prix de la saison et remporte l'épreuve portugaise. De Angelis remporte le Grand Prix de Saint-Marin après qu'Ayrton a signé la pole et abandonné sur panne d'essence en vue de l'arrivée. L'Italien, peu à peu dominé par le Brésilien, termine cinquième du championnat, juste derrière son coéquipier.

## Résultats en championnat du monde de Formule 1

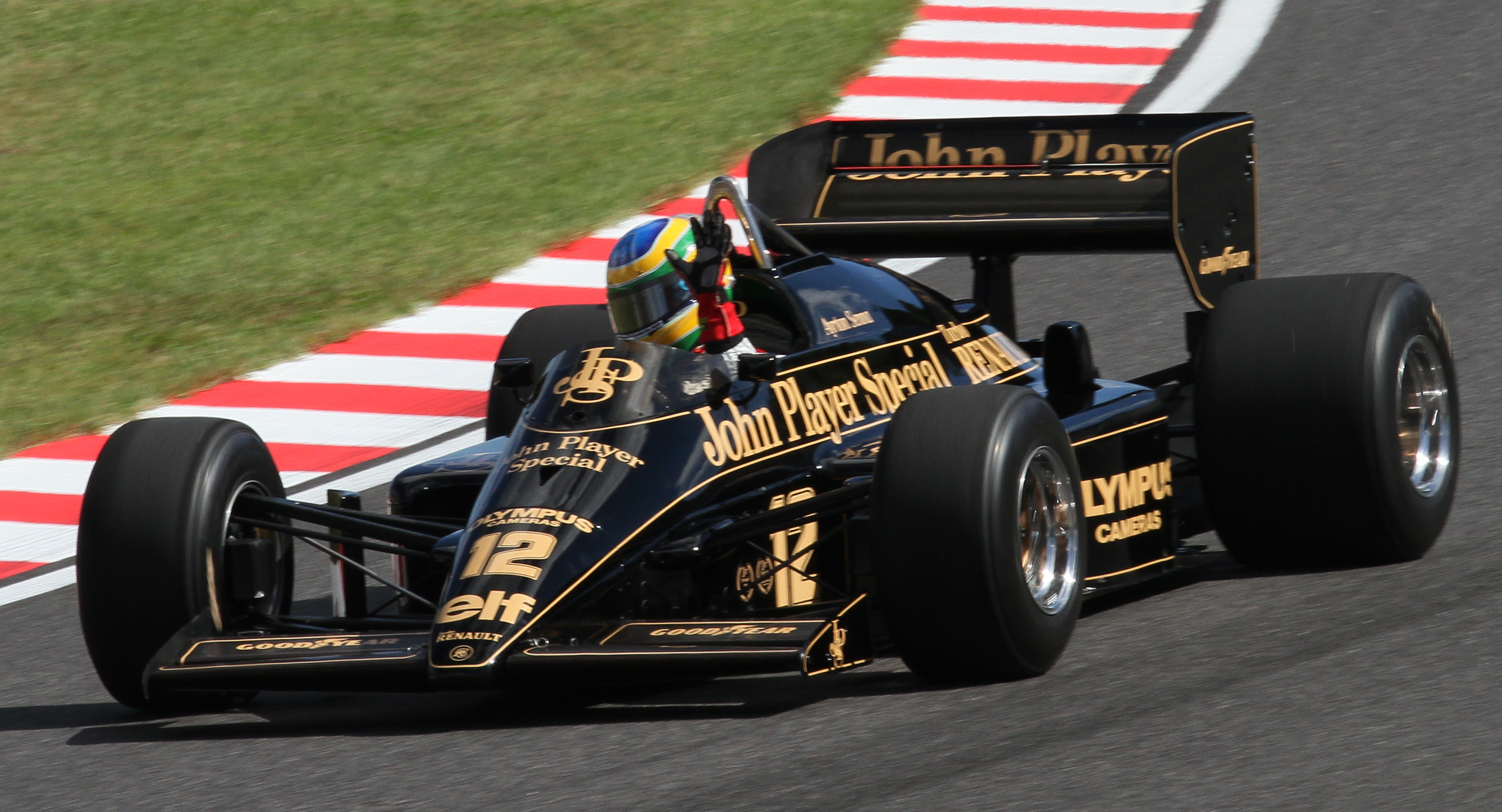
Bruno Senna en démonstration sur la Lotus 97T de son oncle au Grand Prix du Japon 2010.

| Saison | Écurie                         | Moteur           | Pneus    | Pilotes         | Courses | Courses | Courses | Courses | Courses | Courses | Courses | Courses | Courses | Courses | Courses | Courses | Courses | Courses | Courses | Courses | Points inscrits | Classement |
| Saison | Écurie                         | Moteur           | Pneus    | Pilotes         | 1       | 2       | 3       | 4       | 5       | 6       | 7       | 8       | 9       | 10      | 11      | 12      | 13      | 14      | 15      | 16      | Points inscrits | Classement |
| ------ | ------------------------------ | ---------------- | -------- | --------------- | ------- | ------- | ------- | ------- | ------- | ------- | ------- | ------- | ------- | ------- | ------- | ------- | ------- | ------- | ------- | ------- | --------------- | ---------- |
| 1985   | John Player Special Team Lotus | Renault EF1 T V6 | Goodyear |                 | BRÉ     | POR     | SMR     | MON     | CAN     | DET     | FRA     | GBR     | ALL     | AUT     | P-B     | ITA     | BEL     | EUR     | AFS     | AUS     | 71              | 4e         |
| 1985   | John Player Special Team Lotus | Renault EF1 T V6 | Goodyear | Elio De Angelis | 3e      | 4e      | 1er     | 3e      | 5e      | 5e      | 5e      | Nc      | Abd     | 5e      | 5e      | 6e      | Abd     | 5e      | Abd     | Dsq     | 71              | 4e         |
| 1985   | John Player Special Team Lotus | Renault EF1 T V6 | Goodyear | Ayrton Senna    | Abd     | 1er     | 7e      | Abd     | 16e     | Abd     | Abd     | 10e     | Abd     | 2e      | 3e      | 3e      | 1er     | 2e      | Abd     | Abd     | 71              | 4e         |

Légende : ici 